# Zona Central (Río de Janeiro)
La Zona Central es el área geográfica de Río de Janeiro que comprende el centro histórico, comercial y financiero de la ciudad y del estado. Es una de las cuatro zonas de la ciudad y está administrada por la subprefectura del Centro y Centro Histórico. Alberga varios de los símbolos de la ciudad, como el Acueducto Carioca, la Catedral Metropolitana de San Sebastián, la iglesia de la Candelária, el Sambódromo Municipal y el Teatro Municipal. Se encuentra a orillas de la bahía de Guanabara. Desde 2009, la región ha sido rehabilitada mediante diversos programas urbanos, como Puerto Maravilla.

## Divisiones y límites

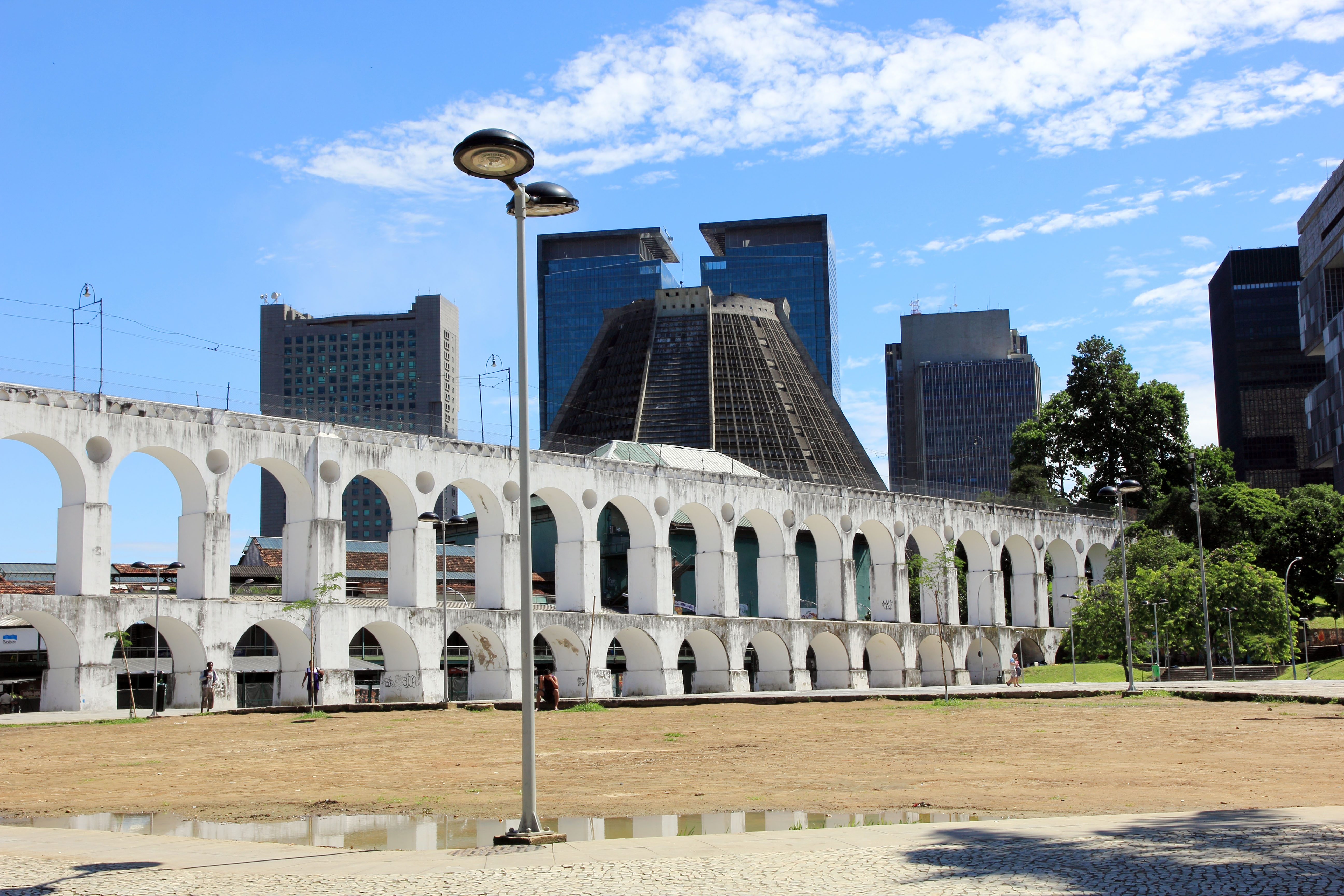
Arcos de Lapa.

En términos de área, la Zona Central es la más pequeña de las cuatro zonas cariocas. Comprende las regiones administrativas I, II, III, VII, XXI y XXIII, con los barrios: Catumbi, Centro, Cidade Nova, Estácio, Gamboa,  Lapa, Paquetá, Rio Comprido, Santa Teresa, Santo Cristo y Saúde.
Al sur, limita con los barrios Glória, Catete y Flamengo y Naranjos (todos en la Zona Sur). Al norte, con Alto de Boa Vista, Ciudad Universitaria, Bonsucesso, Maracaná, Marea, Praça da Bandeira, San Cristóbal, Caju y Tijuca (todos en la Zona Norte). Al sur y al este, la bañan las aguas de la bahía de Guanabara.

## Turismo

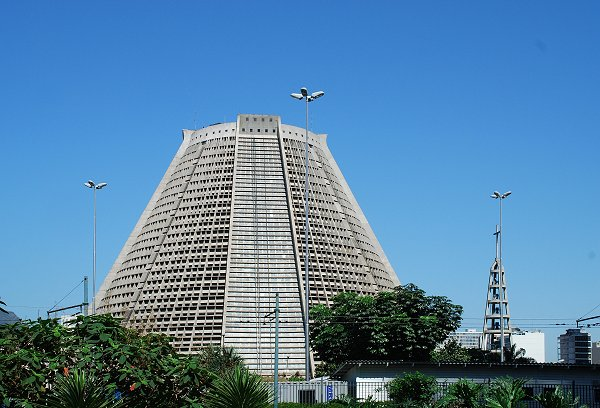
La Catedral Metropolitana de San Sebastián, sede del Museo Arquidiocesano de Arte Sacra

Habitada por indios desde tiempos remotos y poblada por portugueses, esclavos africanos y sus descendientes desde el siglo XVI, la región tiene más puntos turísticos que las demás seis subprefecturas de la ciudad. 
Entre sus principales atracciones turísticas, se destacan el Aqueduto de la Carioca, Academia Brasileña de Letras, Academia Carioca de Magistratura, Biblioteca Nacional, Catedral Metropolitana de San Sebastián, Cuarto de baño Don João VI, Camelódromo, Centro Cultural de los Correos, Centro Cultural Banco de Brasil, Centro Luiz Gonzaga de Tradiciones Nordestinas, Ciudad del Samba, Cine Odeon.

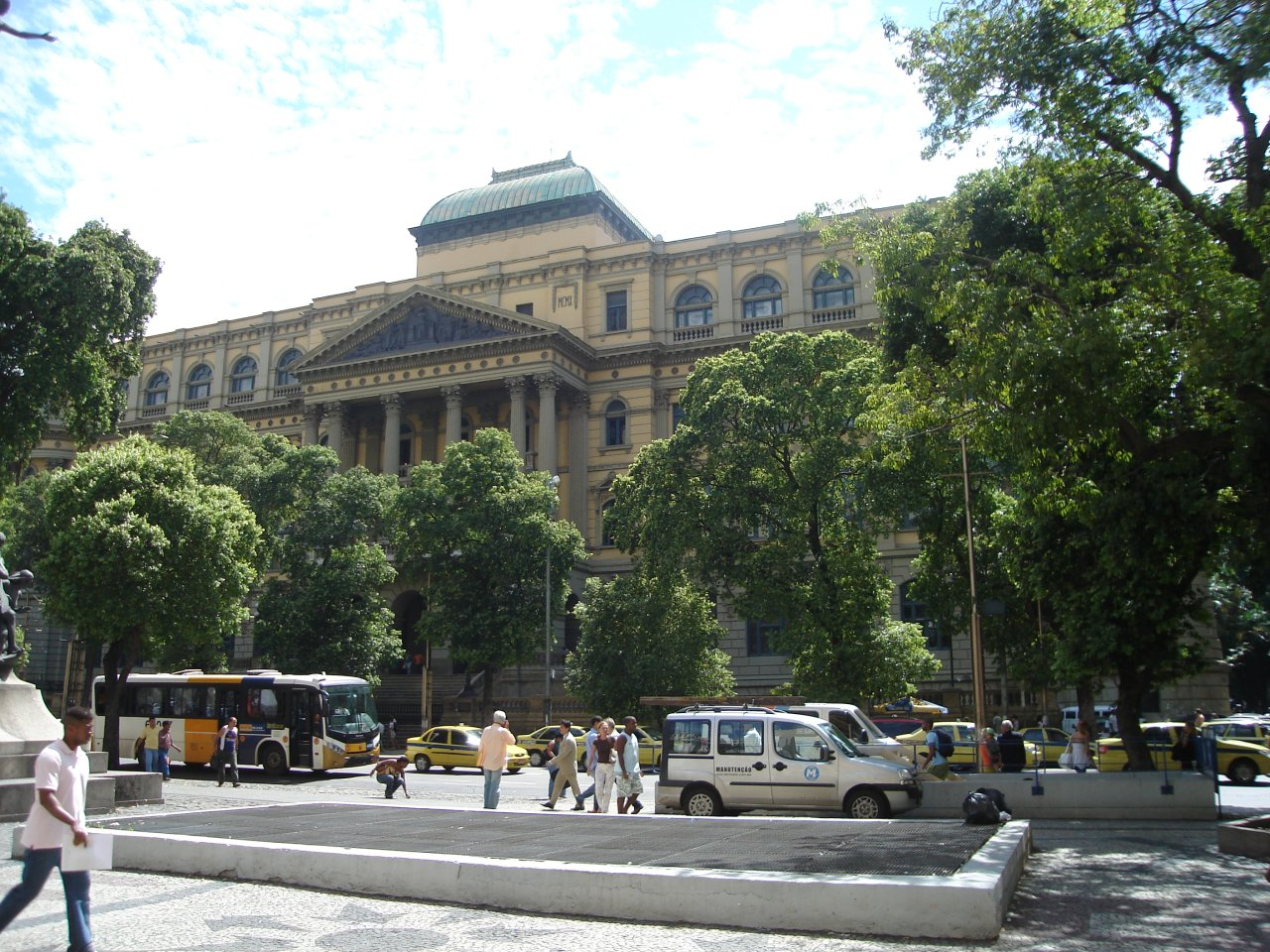
Plaza Mariscal Floriano. Al fondo, la fachada de la Biblioteca Nacional.

A su vez, cuenta con la Estación Central de Brasil, el Edificio Gustavo Capanema, la Isla Fiscal, el Jardín suspendido de Valongo, el Ancho de la Candelária, el Ancho de la Carioca, la Plaza XV de noviembre,  el Palacio Imperial, el Palacio de San Cristóbal, la Plaza Mauá, el Sambódromo Municipal, el Teatro Municipal, y el Real Gabinete Portugués de Lectura.
Entre sus museos están el Museo Nacional de Bellas Artes, el Museo Militar Conde de Linhares, el Museo Histórico Nacional, el Museo de Astronomía, el Museo de la Policía Civil, el Museo del Primero Reinado y el Museo de Arte de Río.
Además de la Catedral de San Sebastián, en esta zona de Río se encuentran varios templos con valor patrimonial como las iglesias católicas de La Candelaria, de Los Mercaderes, del Buen Suceso y de Santa Lucía, lo mismo que el convento de San Antonio y el monasterio de San Benito. Entre los templos de otras religiones se destaca la Catedral Presbiteriana.
A su vez, cuenta con varios parques y plazas. Entre los parques se destacan el Paseo Público, el primer parque público de América, el parque de Boa Vista y el Campo de Santana. Además de la XV de noviembre, entre las plazas se destacan la Tiradentes, la de la Cruz Roja y la de la Armonía.
.

## Transporte
La Zona Céntrica cuenta con varios medios de comunicación. La atraviesan las avenidas Río Blanco, Presidente Vargas, Osvaldo Aranha, Francisco Bicalho, Brasil y Rodrigues Alves. A su vez, cuenta con el Túnel Rebouças, y la entrada de la vía expresa Línea Roja, que conecta el municipio de Río de Janeiro a San Juan de Meriti.

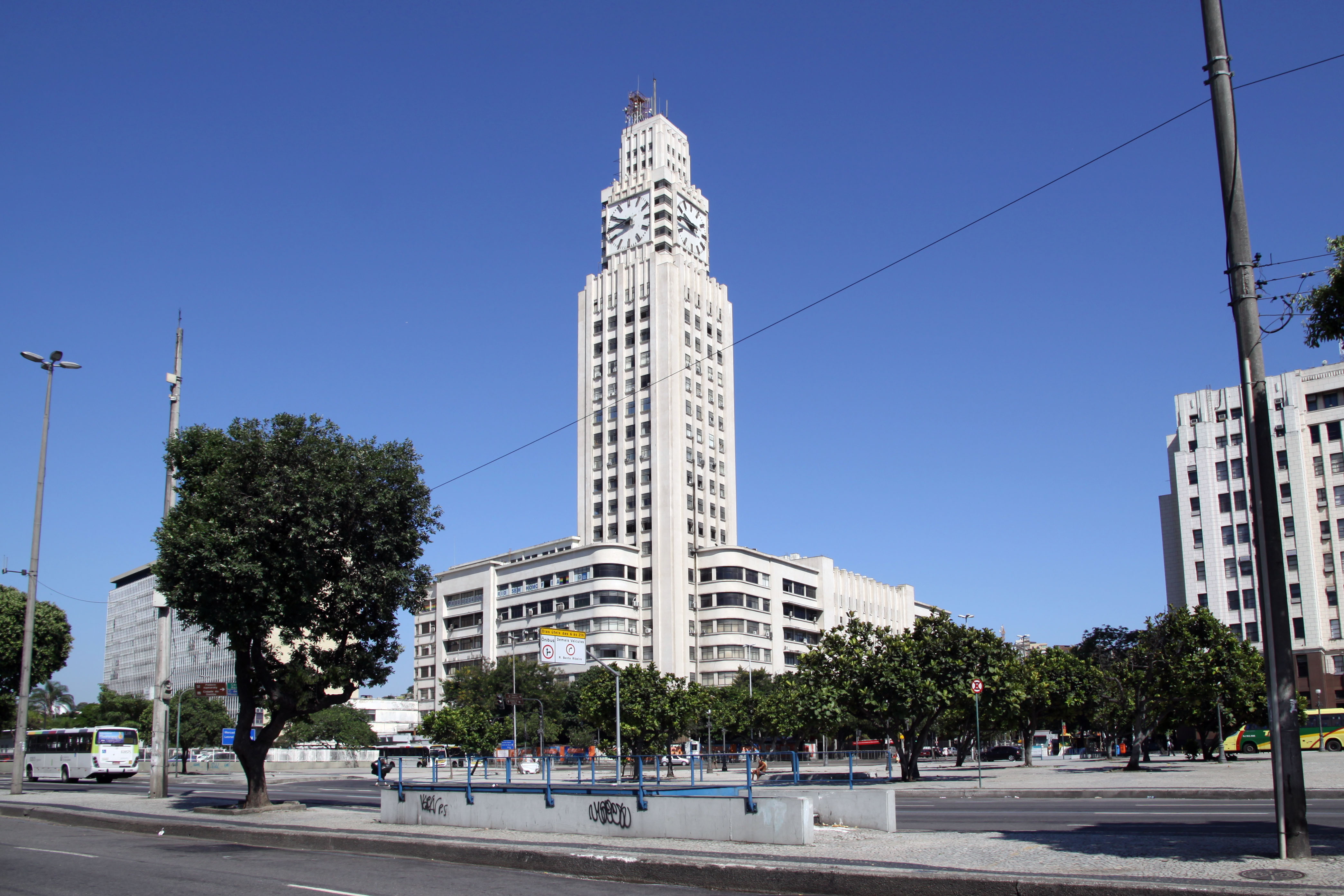
Estación Central de Brasil.

En cuanto a las vías ferroviarias, la región posee la Estación Central de Brasil, administrada por la empresa provincial de transporte público SuperVia, conectándola a la Zona Norte, a la Zona Oeste y a otros municipios de la Región Metropolitana de Río de Janeiro.
Actualmente, se está construyendo el Tranvía, cuya línea recorre exclusivamente los barrios céntricos. Su apertura se ha realizado por partes. Comenzó en 2015 y se tiene previsto que termine en 2020.  
La Zona Céntral cuenta a su vez con ocho estaciones de metro: Cinelândia, Carioca, Uruguaiana, Presidente Vargas, Céntrica, Ciudad Nueva, Plaza Once y Estácio. Estas forman parte de las líneas naranja y verde.
Por otro lado, en la región, funciona el puerto de la ciudad, que, además de recibir cargas y cruceros, construye las embarcaciones de carga a través de la empresa Docas. A su vez, cuenta con un muelle desde donde salen transportes a los barrios de Paquetá e Isla del Gobernador y la ciudad de Niterói a través de la empresa Barcas S/A.
Hasta 2010,solo Gloria contaba con una ciclovía para ocio, sin embargo todos los barrios con la salvedad de Rio Comprido y Santa Teresa recibieron una inversión mayor en la construcción de bicicletarios, ciclovías y vías mixtas, además de la recuperación de calzadas.
La región abriga, además, el Aeropuerto Santos Dumont, en el barrio Centro, y la Rodoviária Nuevo Río, en Santo Cristo.

## Urbanización

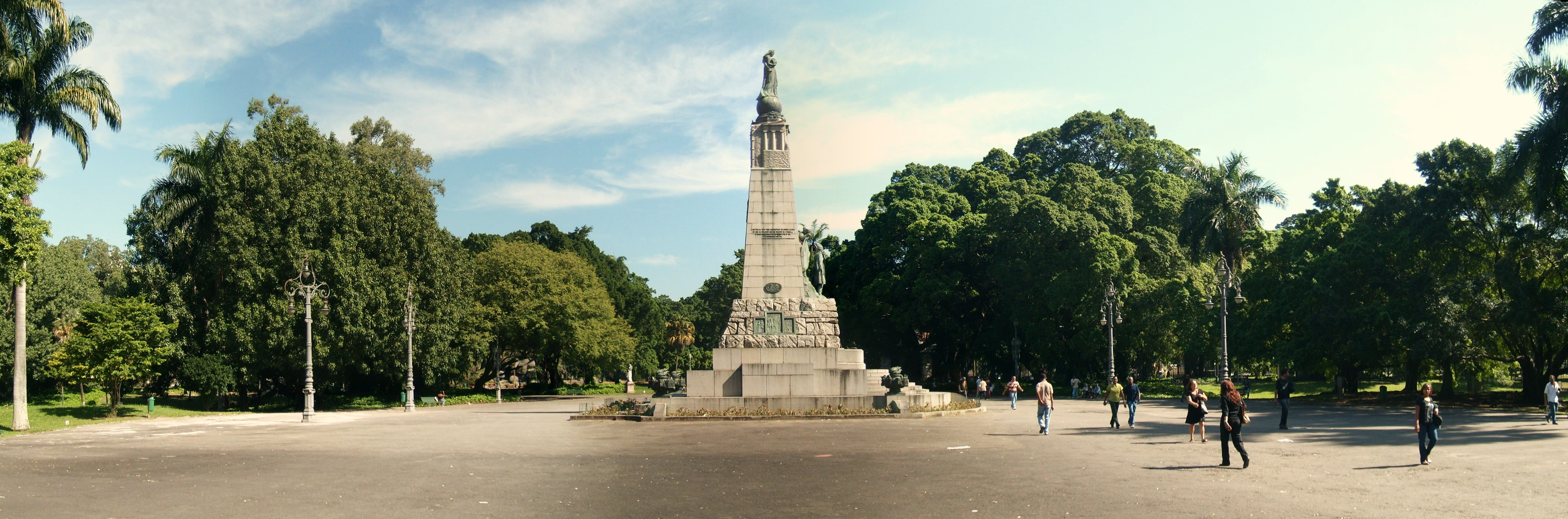
El Campo de Santana.

El área está densamente urbanizada, con rascacielos, viviendas, sobrados (casonas coloniales tradicionales) y algunas favelas. Las áreas verdes o boscosas más significantes están en el Parque Brigadeiro Eduardo Gomes, el Campo de Santana, la Quinta de Boa Vista, el Paseo Público, el Parque de las Ruinas y el Jardín Zoológico.